# Kap Sharbonneau
Das Kap Sharbonneau ist eine runde, schneebedeckte Landzunge an der Black-Küste des Palmerlands auf der Antarktischen Halbinsel. Das Kap bildet 20 km nordwestlich von Steele Island die südliche Begrenzung der Einfahrt zum Lehrke Inlet.
Entdeckt wurde es im Jahr 1940 von Wissenschaftlern der East Base der United States Antarctic Service Expedition (1939–1941) bei Erkundungen zu Land und per Flugzeug. Ursprünglich als Insel kartiert, ist das Kap nach Charles Willie Sharbonneau (1906–1984) benannt, Zimmermann auf der East Base. Im Jahr 1947 wurde der Halbinselcharakter bei einer gemeinsamen Erkundung per Hundeschlitten durch Teilnehmer der US-amerikanischen Ronne Antarctic Research Expedition (1947–1948) und Mitglieder des Falkland Islands Dependencies Survey identifiziert.